# 알로고이
알로고이(ἄλογοι)는 초대교회의 이단으로 요한 복음과 요한 계시록의 저자가 사도 요한이 아니라고 하며 그리스도의 신성을 부인하였다. 요한의 로고스 교리가 신약의 다른 교훈과 충돌된다고 거부하였다.

## 같이 보기
- 에비온파